# Alföldi levelek
Az Alföldi levelek, teljes címén Alföldi levelek és néhány toldalék (megjelent: Buda, 1842) Dessewffy Emil 1839–40 folyamán a Századunk című politikai folyóiratban közölt, levél formában írt cikkeinek válogatását közli, melyek elsősorban a kor vitás kérdéseit feszegetik, így a rendezetlen úrbéri kérdést (örökváltság, jobbágyfelszabadítás), a folyószabályozást és az infrastruktúra fejlesztését, valamint a pénzintézetek felállításával kapcsolatban a pénzügyeket. A gyűjteményes kötet tartalmaz három, a kiadás előtt írt függeléket is a levelek közé ágyazva; ezek részletesebben fejtik ki az amúgy is tárgyalt témákat, valamint a levelek megírása óta eltelt fejleményekre reagálnak.
Dessewffy a könyvet Deák Ferencnek ajánlja hódolata jeléül, míg a levelek a Századunk és a Hírnök c. ikerlapok meg nem nevezett szerkesztőjének vannak címezve. Dessewffy maga a levelekkel csupán a társadalmi diskurzust, a vitát próbálja meg élénkíteni, mondván, hogy a törvényhozást átfogó társadalmi vitának kell megelőznie, melynek a sajtóban kell lefolynia, így maga is legalább közzéteszi álláspontját. Saját magát általában „alföldi pipás nemesemberként” aposztrofálja az írásokban, melyeket eleinte nem saját neve alatt közölt, egészen addig, míg fény nem derült valódi kilétére.

## Tartalomjegyzék
- Bevezetés
- I. Levél – Általános nézetek
- II. Levél – Urbéri ügy
- III. Levél – Urbéri ügy
- IV. Levél – Urbéri ügy
- V. Levél – Urbéri ügy
- Első Függelék – Örökváltság
- VI. Levél – Közlekedési eszközök
- VII. Levél – Közlekedési eszközök
- VIII. Levél – Nagy csatorna
- IX. Levél – Duna-tiszai csatorna
- Második Függelék – Közlekedési eszközök és házi pénztár
- X. Levél – Bank
- XI. Levél – Ingatlani hitel
- Harmadik függelék – Hitelintézetek
- XII. Levél – Pálinka

## Digitalizált kópia
- Alföldi levelek (1939–1840) és néhány toldalék (1841)